# 阿罗邦联

阿罗邦联旗帜

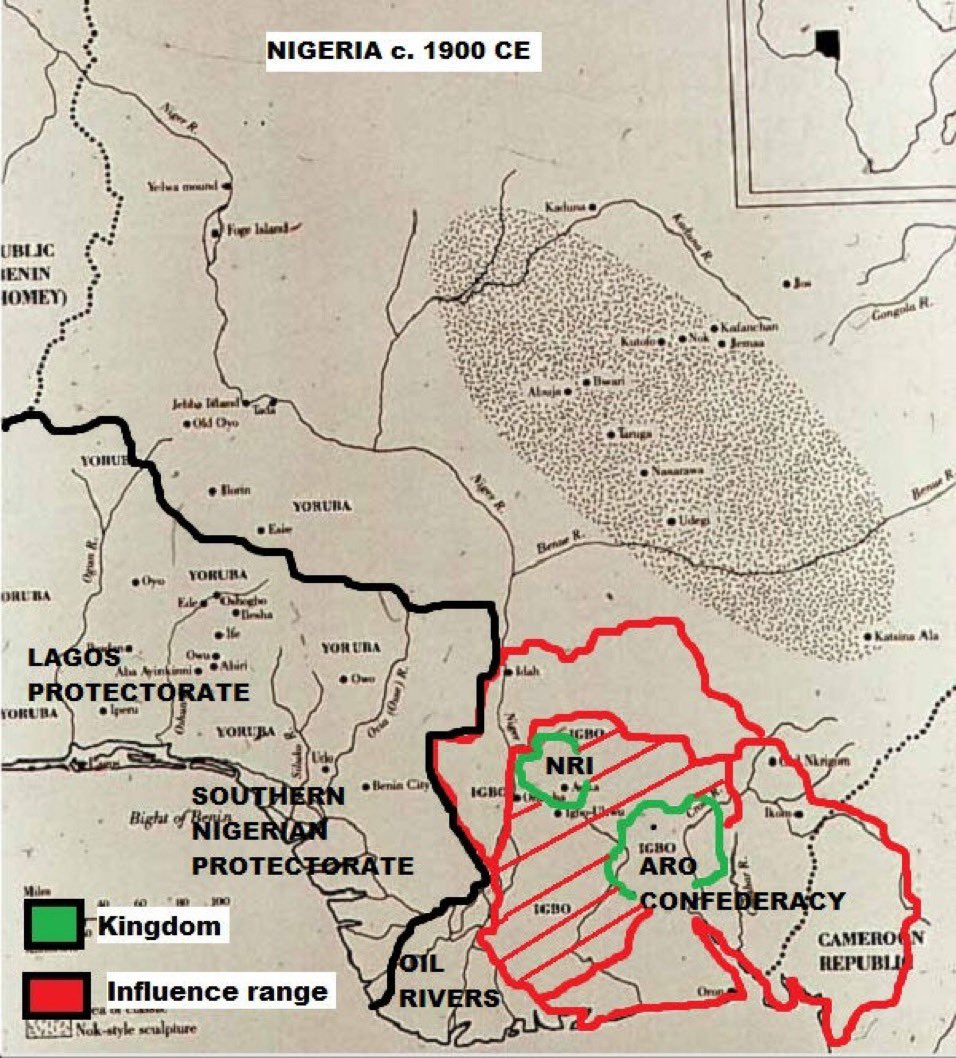
约1900年，阿罗邦联的疆域和势力范围

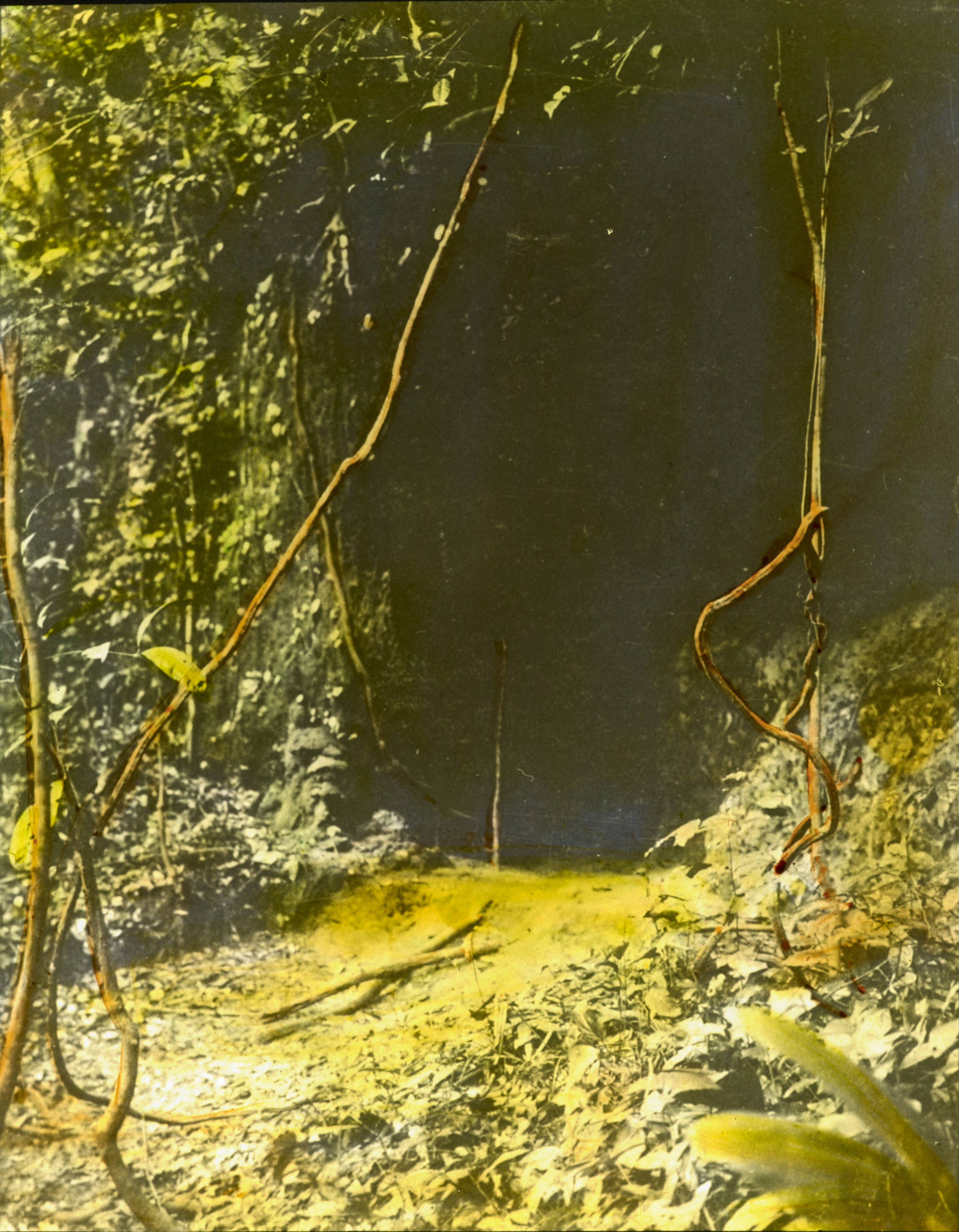
阿罗丘库的长祭坛遗址，建于19世纪晚期

阿罗邦联（1640年—1902年）是阿罗人（伊博人的一个分支）主导的一个政治和经济联盟，由位于今尼日利亚东南部的多个讲伊博语的社区组成。它建立于17世纪阿罗-伊比比奥战争开始后。18—19世纪，阿罗邦联的影响力遍及尼日利亚东部、下中带以及今喀麦隆和赤道几内亚的部分地区。19世纪末，阿罗邦联逐渐衰落。1902年初，阿罗-伊比比奥战争结束，阿罗邦联宣告解体。
阿罗丘夸不仅是阿罗邦联的经济和政治中心，还是宗教中心，因为它是伊比尼乌克帕比神谕、大祭司、阿罗国王和中央议会的所在地。